# Iridoidă

Structura chimică a iridomirmecinei

Iridoidele reprezintă o clasă de monoterpene care conțin un nucleu ciclopentano-piranic, răspândite la o varietate de specii vegetale și la unele animale. Sunt biosintetizate plecând de la 8-oxogeranial. Iridoidele se regăsesc în plante de obicei sub formă de glicozide, de obicei fiind legate de glucoză.
Seco-iridoidele sunt derivați formați prin desfacerea nucleului de ciclopentan. Exemple includ: oleuropeină, amarogentină și secologanină.

## Biosinteză
Nucleul iridoidelor este biosintetizat, la plante, sub acțiunea unei enzime denumită iridoid-sintetază. Spre deosebire de alte monoterpen-ciclaze, sintetaza pentru biosinteza ididoidelor utilizează 8-oxogeranialul pe post de substrat. Procesul prezintă un mecanism în două etape, având o etapă inițală de reducere dependentă de NADPH, urmată de o etapă de ciclizare care poate avea loc printr-o reacție Diels-Alder sau printr-o reacție Michael.